# Athlétisme aux Jeux d'Amérique centrale et des Caraïbes
Les épreuves d'athlétisme sont inscrites au programme des Jeux d'Amérique centrale et des Caraïbes, depuis leur première édition en 1926.

## Éditions
| N°    | Édition | Ville                      | Pays                   | Stade                                                  | Nombre d'épreuves | Nombre d'athlètes |
| ----- | ------- | -------------------------- | ---------------------- | ------------------------------------------------------ | ----------------- | ----------------- |
| I     | 1926    | Mexico                     | Mexique                |                                                        |                   |                   |
| II    | 1930    | La Havane                  | Cuba                   |                                                        |                   |                   |
| III   | 1935    | San Salvador               | Salvador               |                                                        |                   |                   |
| IV    | 1938    | Panama                     | Panama                 |                                                        |                   |                   |
| V     | 1946    | Barranquilla               | Colombie               |                                                        |                   |                   |
| VI    | 1950    | Guatemala                  | Guatemala              |                                                        |                   |                   |
| VII   | 1954    | Mexico                     | Mexique                |                                                        |                   |                   |
| VIII  | 1959    | Caracas                    | Venezuela              |                                                        |                   |                   |
| IX    | 1962    | Kingston                   | Jamaïque               |                                                        |                   |                   |
| X     | 1966    | San Juan                   | Porto Rico             |                                                        |                   |                   |
| XI    | 1970    | Panama                     | Panama                 |                                                        |                   |                   |
| XII   | 1974    | Saint-Domingue             | République dominicaine |                                                        |                   |                   |
| XIII  | 1978    | Medellín                   | Colombie               |                                                        |                   |                   |
| XIV   | 1982    | La Havane                  | Cuba                   |                                                        |                   |                   |
| XV    | 1986    | Santiago de los Caballeros | République dominicaine |                                                        |                   |                   |
| XVI   | 1990    | Mexico                     | Mexique                |                                                        |                   |                   |
| XVII  | 1993    | Ponce                      | Porto Rico             |                                                        |                   |                   |
| XVIII | 1998    | Maracaibo                  | Venezuela              |                                                        |                   |                   |
| XIX   | 2002    | San Salvador               | Salvador               | Stade Jorge González (Estadio Jorge "Mágico" González) |                   |                   |
| XX    | 2006    | Carthagène des Indes       | Colombie               | Estadio Jaime Morón León                               |                   |                   |
| XXI   | 2010    | Mayagüez                   | Porto Rico             | Mayagüez Athletics Stadium                             | 47                |                   |
| XXII  | 2014    | Veracruz                   | Mexique                | Estadio Heriberto Jara Corona                          | 47                |                   |
| XXIII | 2018    | Barranquilla               | Colombie               |                                                        |                   |                   |
| XXIX  | 2023    | San Salvador               | Salvador               |                                                        |                   |                   |